# 21-й гвардейский миномётный полк реактивной артиллерии
21-й гвардейский миномётный Симферопольский Краснознамённый, орденов Суворова, Кутузова и Александра Невского полк — воинская часть Вооружённых сил СССР в Великой Отечественной войне.

## История
Полк формировался в феврале-марте 1942 года в Алабино. 17 марта 1942 в районе Киришей объединил под своим командованием 6-й, 9-й и 44-й дивизионы. На вооружении полка состояли установки БМ-13.
В составе действующей армии с 17 марта 1942 по 11 мая 1945 года.
С момента формирования и по август 1942 года поддерживает огнём операции 4-й армии в районе Киришского плацдарма. В августе 1942 года спешно снят с позиций и отправлен под Сталинград, где действует на северном берегу Дона близ Клетской
С 19 ноября 1942 года в ходе артиллерийской подготовки поддерживает наступление 293-й стрелковой дивизии в Клетском районе в ходе операции по окружению войск противника под Сталинградом (Сталинградская наступательная операция). По окончании подготовки был передан введённому в прорыв 4-му танковому корпусу и продвигается вместе с ним  С декабря 1943 года, будучи включённым в состав вновь созданной 5-й ударной армии, принимает участие в отражении контрудара немецких войск по деблокаде 6-й армии в районе реки Мышкова и в дальнейшей операции по разгрому группировки противника близ Тормосина. С 1 января 1943 по 18 февраля 1943 года принимает участие в Ростовской операции, наступает по направлению Шахты, Новошахтинск и выходит на Миус-фронт близ Куйбышево, где находится до лета 1943 года.
В августе 1943 года участвует в артиллерийской подготовке, уничтожая укрепления противника по Миусу, в ходе начавшейся Донбасской операции, продвигается по направлению Амвросиевка - Большой Токмак, к концу сентября 1943 года выйдя на реку Молочная.
С 29 сентября 1943 по 15 января 1944 года действовал будучи приданным 4-му гвардейскому механизированному корпусу . Участвует в Мелитопольской операции. После освобождения Мелитополя 23 октября 1943 года вместе с корпусом введён в прорыв в составе подвижной группы «Буря»  в составе которой полк вышел на Перекопский перешеек.
С 8 апреля 1944 года полк участвует в Крымской наступательной операции, поддерживая 19-й танковый корпус, взламывает оборону противника на Перекопском перешейке. Отличился при взятии Симферополя 13 апреля 1944 года, а затем до 12 мая 1944 года ведёт бои за Севастополь, так ещё 12 мая 1944 года даёт два залпа по району маяка на мысе Херсонес и по самому мысу, где оставались не успевшие эвакуироваться войска противника.
В мае 1944 года полк переброшен в распоряжение 1-го Украинского фронта в Западную Украину, где в июне 1944 года вошёл в состав 3-й гвардейской армии, в составе которой действовал до конца войны.
С 13 июля 1944 года полк поддерживает войска армии в ходе Львовско-Сандомирской операции, 19 июля 1944 года принял участие в освобождении Сокаля, в ходе боёв вышел к Висле, где участвует в боях за Сандомирский плацдарм. С него же полк поддерживает войска армии в ходе Сандомирско-Силезской операции, к февралю 1945 года вышел на Нейсе, в апреле 1945 года наступает южнее Берлина в направлении на Дрезден
В мае 1945 года принял участие в Пражской операции, закончил боевые действия в Праге.

## Состав
- 6-й отдельный гвардейский миномётный Краснознамённый дивизион реактивной артиллерии
- 9-й отдельный гвардейский миномётный Краснознамённый дивизион реактивной артиллерии
- 44-й отдельный гвардейский миномётный Краснознамённый дивизион реактивной артиллерии

С 3 августа 1944 года:
- 1-й гвардейский миномётный дивизион реактивной артиллерии
- 2-й гвардейский миномётный дивизион реактивной артиллерии
- 3-й гвардейский миномётный дивизион реактивной артиллерии

## Подчинение
| Дата            | Фронт (округ)                                              | Армия                 | Корпус                                  | Дивизия | Примечания                      |
| --------------- | ---------------------------------------------------------- | --------------------- | --------------------------------------- | ------- | ------------------------------- |
| 01.02.1942 года | Московский военный округ                                   | -                     | -                                       | -       | -                               |
| 01.03.1942 года | Московский военный округ                                   | -                     | -                                       | -       | -                               |
| 01.04.1942 года | Волховский фронт                                           | 4-я армия             | -                                       | -       | -                               |
| 01.05.1942 года | Ленинградский фронт (Группа войск Волховского направления) | 4-я армия             | -                                       | -       | -                               |
| 01.06.1942 года | Ленинградский фронт (Волховская группа войск направления)  | 4-я армия             | -                                       | -       | -                               |
| 01.07.1942 года | Волховский фронт                                           | 4-я армия             | -                                       | -       | -                               |
| 01.08.1942 года | Волховский фронт                                           | 4-я армия             | -                                       | -       | без 6-го дивизиона в 59-й армии |
| 01.09.1942 года | Сталинградский фронт                                       | 21-я армия            | -                                       | -       | -                               |
| 01.10.1942 года | Донской фронт                                              | 24-я армия            | -                                       | -       | -                               |
| 01.11.1942 года | Юго-Западный фронт                                         | 21-я армия            | -                                       | -       | -                               |
| 01.12.1942 года | Юго-Западный фронт                                         | 5-я танковая армия    | -                                       | -       | -                               |
| 01.01.1943 года | Юго-Западный фронт                                         | 5-я ударная армия     | -                                       | -       | -                               |
| 01.02.1943 года | Южный фронт                                                | 5-я ударная армия     | -                                       | -       | -                               |
| 01.03.1943 года | Южный фронт                                                | 5-я ударная армия     | -                                       | -       | -                               |
| 01.04.1943 года | Южный фронт                                                | -                     | -                                       | -       | -                               |
| 01.05.1943 года | Южный фронт                                                | -                     | -                                       | -       | -                               |
| 01.06.1943 года | Южный фронт                                                | -                     | -                                       | -       | -                               |
| 01.07.1943 года | Южный фронт                                                | -                     | -                                       | -       | -                               |
| 01.08.1943 года | Южный фронт                                                | -                     | -                                       | -       | -                               |
| 01.09.1943 года | Южный фронт                                                | -                     | -                                       | -       | -                               |
| 01.10.1943 года | Южный фронт                                                | -                     | 4-й гвардейский механизированный корпус | -       | -                               |
| 01.11.1943 года | 4-й Украинский фронт                                       | -                     | 4-й гвардейский механизированный корпус | -       | -                               |
| 01.12.1943 года | 4-й Украинский фронт                                       | -                     | 4-й гвардейский механизированный корпус | -       | -                               |
| 01.01.1944 года | 4-й Украинский фронт                                       | 3-я гвардейская армия | 4-й гвардейский механизированный корпус | -       | -                               |
| 01.02.1944 года | 4-й Украинский фронт                                       | -                     | -                                       | -       | -                               |
| 01.03.1944 года | 4-й Украинский фронт                                       | -                     | -                                       | -       | -                               |
| 01.04.1944 года | 4-й Украинский фронт                                       | -                     | -                                       | -       | -                               |
| 01.05.1944 года | 4-й Украинский фронт                                       | -                     | -                                       | -       | -                               |
| 01.06.1944 года | 1-й Украинский фронт                                       | -                     | -                                       | -       | -                               |
| 01.07.1944 года | 1-й Украинский фронт                                       | 3-я гвардейская армия | -                                       | -       | -                               |
| 01.08.1944 года | 1-й Украинский фронт                                       | 3-я гвардейская армия | -                                       | -       | -                               |
| 01.09.1944 года | 1-й Украинский фронт                                       | 3-я гвардейская армия | -                                       | -       | -                               |
| 01.10.1944 года | 1-й Украинский фронт                                       | 3-я гвардейская армия | -                                       | -       | -                               |
| 01.11.1944 года | 1-й Украинский фронт                                       | 3-я гвардейская армия | -                                       | -       | -                               |
| 01.12.1944 года | 1-й Украинский фронт                                       | 3-я гвардейская армия | -                                       | -       | -                               |
| 01.01.1945 года | 1-й Украинский фронт                                       | 3-я гвардейская армия | -                                       | -       | -                               |
| 01.02.1945 года | 1-й Украинский фронт                                       | 3-я гвардейская армия | -                                       | -       | -                               |
| 01.03.1945 года | 1-й Украинский фронт                                       | 3-я гвардейская армия | -                                       | -       | -                               |
| 01.04.1945 года | 1-й Украинский фронт                                       | 3-я гвардейская армия | -                                       | -       | -                               |
| 01.05.1945 года | 1-й Украинский фронт                                       | 3-я гвардейская армия | -                                       | -       | -                               |

## Командиры
- капитан / майор / подполковник Кондратенко Семён Тимофеевич (с 11.1941, с 1943 — нач. АОГ ГМЧ ЮЗФ), майор / подполковник Диброва Иван Филиппович (с 11.1942, с 11.1944 — ком-р 4 ГМП), майор / подполковник Мациевский Иван Иосифович (с 4.1944 — 1945), и. о. майор Шаталенко Афанасий Иванович (с 10.1945);
- зам.ком.по с/ч майор Бабешко Александр Александрович (с 1943, в 1945 — слушатель Академии), подполковник Пельмегов Василий Прокопьевич (1945);
- нач.штаба капитан Климовский (с 1941), майор Черевичный Николай Никитич (11.1942, с 1944 — НШ 2 ГМБр), майор Табанаков Иван Евдокимович (с 8.1943, с 12.1944 — НШ 79 ГМП), майор Лущик Николай Фёдорович (с 12.1944), майор Ершов М. В. (10.1945);
- военком — ст. бат. комиссар Смирнов Константин Фёдорович (с 1941), Пещуров (10.1942), п/п Шаинский Леонид Ефимович (с 1944);

Командиры дивизионов:
- 6-й отд. гв. миндн  / 1 д-н — капитан Ильин Иван Иванович (12.1941, в 1942 — НШ 55 ГМП), капитан Диброва Иван Филиппович (с 9.1942, с 11.1942 — ком-р полка), капитан Бабешко А. А. (12.1942, в 10.1942 — нш д-на, в 1943 — замком полка), майор Лущик Николай Фёдорович (до 1944, затем НШ полка), капитан Саватеев Владимир Александрович (1945); нш д-на ст. л-т Шафранский Владимир Алексеевич (1941, в 1942 — ком-р 108 гмд 36 ГМП); ком-р бат. л-т Диброва И. Ф. (1941, с 9.1942 — ком-р 6-го д-на);
- 9-й отд. гв. миндн  / 2 д-н — ст.л-т / капитан / майор Черевичный Николай Никитич (с 10.10.1941, с 11.1942 — НШ полка), капитан Табанаков Иван Евдокимович (12.1942, с 8.1943 — НШ полка), майор Дмитриев Алексей Иванович (с 1944); ком-р бат. капитан Зубов Георгий Петрович (1942, затем ком-р 3-го д-на 95 ГМП);
- 44-й отд. гв. миндн (М-8) / 3 д-н — капитан Кондратенко С. Т. (до 10.1941, затем ком-р полка), капитан Гольдин Зейлик Овсеевич (до 6.1942, затем НШ 69 ГМП), капитан / майор Червяцов Николай Иванович (с 9.1942, в 1944 — НШ АОГ ГМЧ 4 УкрФ), капитан Ершов Михаил Васильевич (1944, в 1943 — нш 6 гмд, в 10.1945 — НШ полка). майор Данилов Николай Петрович (убит в апр. 1944); нш 3-го д-на — капитан Дерюгин Николай Васильевич (с 11.1942, в 1945 — сл-ль Академии), капитан Воробьёв Владимир Ефимович (1945); замполит- майор Терещенко Николай Иванович (с 1944); ком-р бат. ст. л-т Шашкин Василий Гаврилович (1942);

## Награды и наименования
| Награда (наименование)     | Дата       | За что получена                           |
| -------------------------- | ---------- | ----------------------------------------- |
| Орден Красного Знамени     | 15.03.1943 | За боевые заслуги в Сталинградской битве. |
| Симферопольский            | 24.04.1944 | За отличие в освобождении Симферополя     |
| Орден Александра Невского  |            |                                           |
| Орден Суворова III степени |            |                                           |
| Орден Кутузова III степени |            |                                           |

## Память

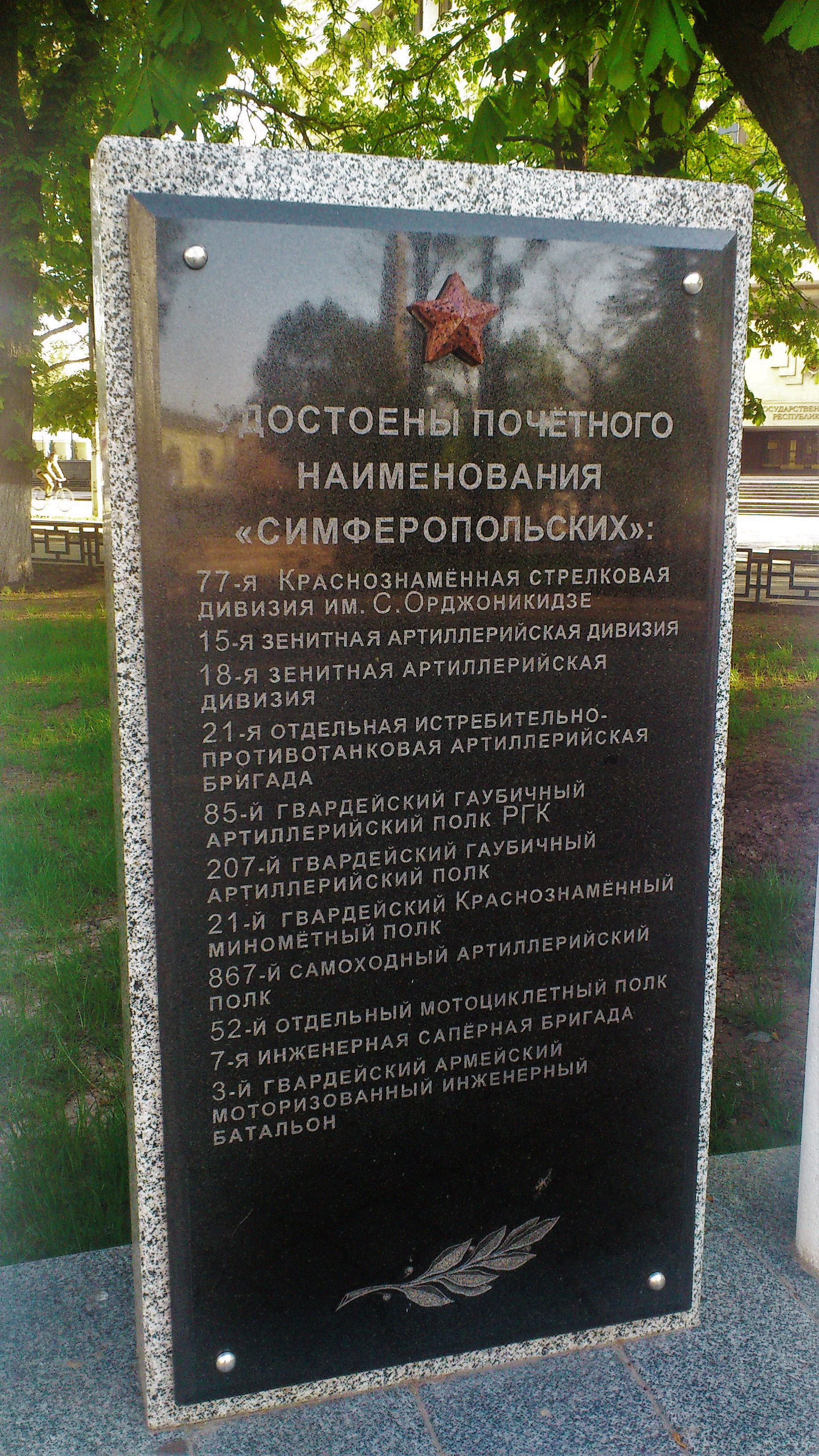
На мемориальной плита у танка-памятника освободителям Симферополя в сквере Победы в Симферополе

- Турникет, посвящённый полку в Военно-историческом музее артиллерии, инженерных войск и войск связи, Санкт-Петербург [5][6]
- Наименование полка высечено на мемориальной плите у танка-памятника освободителям Симферополя в сквере Победы в Симферополе.